# Yair Lapid
Yair Lapid (hebreiska: יַאִיר לָפִּיד), född 5 november 1963 i Tel Aviv, är en israelisk politiker som var Israels premiärminister under perioden 1 juli till 29 december 2022. Innan han bytte till politiken 2012 arbetade han främst som journalist och tv-programledare. Lapid är grundare och ordförande för partiet Yesh Atid (Det finns en framtid) som med en liberal, sekulär, pragmatisk agenda blev näst störst i det israeliska valet 2013.
Efter att ha deltagit i Benjamin Netanyahus regering återvände Lapid till opposition, och lyckades efter Benny Gantz och Netanyahus avtal om en koalitionsregering 2020, under den pågående Covid-19-krisen, göra Yesh Atid till ledande oppositionsparti i valet till Knesset 2021. Efter några veckors svåra koalitionsförhandlingar presenterade han i juni 2021 ett förslag till regering för att ersätta Netanyahus 12 år långa regering, med Yaminas Naftali Bennett som premiärminister, följt av honom själv 2023. Det väntas bli den första regeringen utan Likud sedan 2009. Regeringen kommer innehålla eller stödja en bred uppsättning socialdemokratiska, högerbetonade och arabiska partier, varför motståndet mot Netanyahu framställts som huvudfrågan.
Han är gift med journalisten Lihi Lapid. De har två gemensamma barn. Yair Lapid har även en son från sitt första äktenskap.